# Grmečka korida
Grmečka korida je naziv za borbu bikova koja se tradicionalno održava u Podgrmeču u Bosni i Hercegovini.
Borba bikova stara je tradicija u Bosni. To je simbol moći na Mediteranu još od vremena prije starih Grka i odvijao se na razne načine. Danas je najpoznatija krvava korida u španjolskome govornome području.
Za razliku od španjolske koride, borba bikova u Bosni sadrži humanu dimenziju. Rezultat borbe nije smrt bikova. Bikovi se bore međusobno, na otvorenom polju, i svaki pokušava natjerati suparnika na povlačenje i napuštanje borilišta. Kada jedan od bikova instinktivno osjeti da je slabiji, povlači se i borba završava. Obračun bikova može trajati vrlo kratko ili dugo ovisno o raspoloženju i borbenosti bikova. U jednome danu odvija se više borbi na ispadanje, dok se ne dobije pobjednika koride.
Borba bikova je tradicija u mnogim dijelovima Bosne, Like i Dalmacije, ali najdužu tradiciju ima borba na Međeđem brdu u općini Sanski Most. Tradicija je počela 1772. god. U bivšoj Jugoslaviji bila je jedna od najpoznatijih manifestacija, često s oko 200,000 posjetitelja. Rat u Bosni i Hercegovini doveo je do premještanja manifestacije u Oštru Luku na teritoriju Republike Srpske.
Književnik Petar Kočić iskoristio je borbe bikova za svoju priču „Jablan“. Zanimljivo je da se ova manifestacija prenijela na japanski otok Okinawu.